# Simone Benedetti
Simone Benedetti (Turijn, 3 april 1992) is een Italiaans voetballer die bij voorkeur als centrale verdediger speelt. Hij verruilde in juli 2014 Internazionale voor Cagliari Calcio.

## Clubcarrière
Benedetti stroomde in 2010 door vanuit de jeugd van Torino. Dat verkocht op 22 juli 2010 vijftig procent van zijn transferrechten aan Internazionale. 

## Interlandcarrière
Benedetti kwam uit voor diverse Italiaanse jeugdelftallen. Hij debuteerde in 2011 voor Italië -20, waarvan hij aanvoerder werd. Benedetti vormde in dit team een vast duo centraal achterin met Alberto Masi.